# Flugplatz Ingjaldssandur

i8
i11
i13
Der Flugplatz Ingjaldssandur (IATA-Code: HLO, ICAO-Code: BIID)  liegt in den Westfjorden von Island.
Das Ingjaldsdalur ist ein abgelegenes, schwach bewohntes Tal am Südufer am Eingang des Önundarfjörðurs.
Es ist nur aus dem Dýrafjörður über den Ingjaldssandsvegur  auf dem Landweg zu erreichen.
Den Flugplatz haben 1965 zwei Bauern aus dem Tal mit ihrer Planierraupe neben der Straße angelegt.
Der Flugplatz diente für Krankentransportflüge und besonders im Winter auch zur Versorgung der umliegenden Höfe.
Etwa 12 km östlich lag der frühere Flugplatz Flateyri und rund 20 km südlich liegt der Flugplatz Þingeyri.
Der Flugplatz war als Privatflugplatz gelistet und ein Traktor mit Funkgerät und einem Windmesser diente als Tower.
Zu Anfang der 1970er Jahre waren noch alle Höfe im Tal bewohnt, Mitte der 1990er Jahre nur noch zwei Höfe.
Etwa bis 2005 war der Flugplatz Ingjaldssandur bei der isländischen Flugverwaltung Isavia gelistet.